# 川東村 (岡山県)
川東村（かわひがしそん）は、岡山県真庭郡にあった村。現在の真庭市赤野、大庭、古見、下見、田原、西原、野川、平松、法界寺に当たる。

## 歴史

### 村名について
川東の川とは、この場合、旭川のことである。これは、同様に真庭郡に存在した川南村や川西村を含め、それぞれが旭川の東、南、西に位置することから分かる。
なお、上記3村中、川東村のみ、町村制で誕生した村ではなく、町村制後にさらなる合併でできた村であり、また3村の中で唯一、昭和の大合併で廃止されている。その他の2村は、明治時代に廃止されている。

### 沿革
- 1905年（明治38年）9月1日 - 真庭郡大庭村、河陽村が合併して、川東村となる。
- 1955年（昭和30年）1月1日 - 川東村は真庭郡落合町（2代）、木山村、河内村、津田村、美川村と合併し、新たに落合町（3代）となる。同日川東村は廃止。

## 大字
現在はすべて真庭市の大字として存続している。
- 赤野（あかの） 〒719-3101
- 大庭（おおば） 〒719-3102
- 古見（こみ） 〒719-3103
- 下見（しもみ） 〒719-3123
- 田原（たはら） 〒719-3104
- 西原（にしばら） 〒719-3105
- 野川（のがわ） 〒719-3106
- 平松（ひらまつ） 〒719-3107
- 法界寺（ほうかいじ） 〒719-3125

## 現在

### 教育

#### 幼稚園
- 真庭市立川東幼稚園

#### 小学校
- 真庭市立川東小学校

### 交通

#### 鉄道
JR姫新線 ： 美作落合駅、古見駅

#### 道路

##### 高速道路
IC、SA等はなし。中国自動車道が通過のみ。

##### 国道
旧村内を走る国道なし

##### 県道
- 主要地方道

旧村内を走る主要地方道なし
- 一般県道
  - 岡山県道329号西原久世線
  - 岡山県道330号目木大庭線
  - 岡山県道411号垂水追分線

### 河川・山岳

#### 河川
- 旭川

#### 山岳
- 古見山

### 寺院・神社

#### 寺院
- 光林寺
- 普門寺
- 法泉寺

#### 神社
- 橿原神社
- 下見神社
- 平松神社
- 八幡神社